# Nordiska industri- och slöjdutställningen

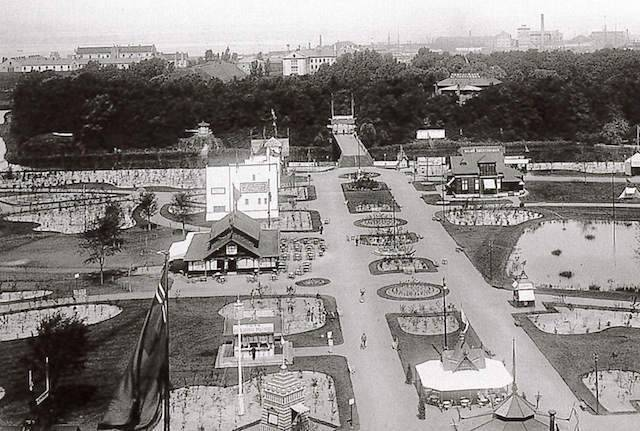
Utsikt över utställningsområdet mot Kungsparken. Bilden tagen 1896 från Industrihallens utsiktsplattform. Fotograf okänd.

Nordiska industri- och slöjdutställningen (Malmöutställningen 1896) var en utställning som invigdes den 6 juni 1896 på vad som idag är Slottsparken och Hästhagen i Malmö. Utställningen handlade främst om vad Sveriges (och Norges – som var i union då) industrialisering kunde åstadkomma. Även Danmark hade utställningar på platsen. Utställningen var öppen från den 6 juni 1896 till september 1896.

## Områdets historia
I områdets södra del låg gården Pilstorp som hade anlagts redan på 1700-talet av handelsmannen Mathias Morsing, gården övergick 1795 till slakten af Trolle. När Georg af Trolle avled 1884 testamenterade han hela sin kvarlåtenskap till Malmö stad i syfta att på egendomen uppföra en anstalt som skulle ha namnet Pilstorps institut för vanvårdade barn. Dock blev det inget av detta då pengarna inte räckte, så staden behöll marken, och anlade senare ett liknande hem i Vellinge.
På den av den Pilstorpska egendomen anlades Malmö idrottsplats 1896 och senare även Browns Conditori-trädgård (Konditan). Kaféet försvann dock när Malmö Stadsteater (dagen Malmö Opera) byggdes på 1940-talet.
På den andra delen av egendomen anlades utställningen 1896.

## Beskrivning av området

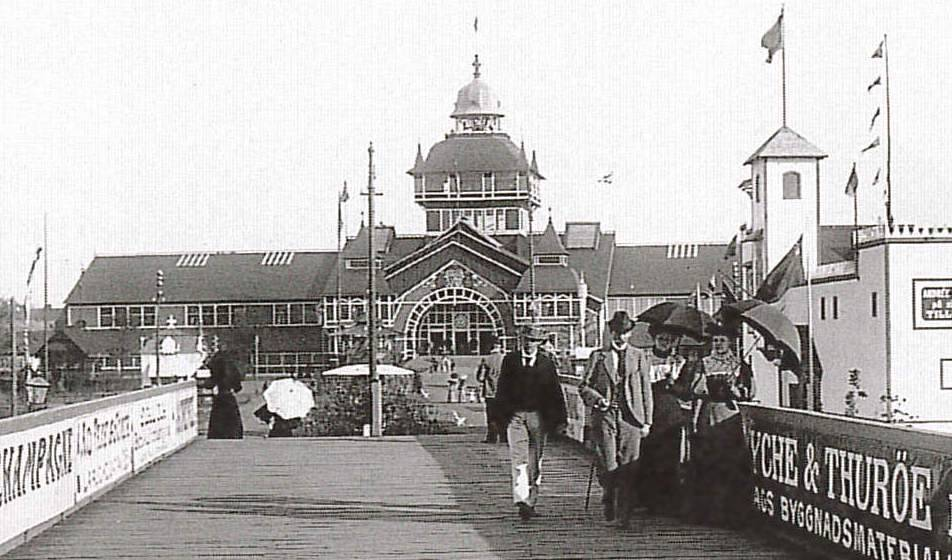
Bild på Industrihallen, tagen på bron mot Kungsparken. Foto från 1896 av okänd.

Området som utställningen var på hade hägnats in, och på området fanns bland annat en teater, vattenkiosker, öltält, musikpaviljonger, serveringar och kiosker. Man hade även uppfört en stor utställningshall i trä som var hela 44 meter hög. Den kallades Industrihallen och där förevisades maskiner, produkter och hantverk visades upp. Högst upp fanns en utsiktsplattform och en restaurang som man nåde via två elektriska hissar. Hissar var något ovanligt och exklusivt vid denna tid. Sydsvenska Dagbladet skriver den 21 juni samma år om installationen av den ena hissen, då dessa blivit försenade, och inte fungerade vid invigningen.
I utställningstidningen från den 23 juni kan man läsa om hissen:
"Den är avsedd för persontrafik och rymmer 6 personer. Hisskorgen och en motvikt för dess balansering är upphängd i stållinor, gående omkring linskivor i taket och sedan ner till själva golvet. I hisskorgen är en manövreringsapparat placerad bestående av knappar med motsvarande kontakter. För att åka t ex 2 trappor upp behöver man endast trycka på den knapp varpå 2 tr upp finnes angivet och hisskorgen går dit upp och stannar där. Hisskorgen är försedd med mekanisk säkerhetsapparat som gör att den ej kan falla ned även om dess bärlinor skulle brista. Hissen manövreras här av en konduktör som även har att mottaga den bestämda avgiften.

Manövreringen är för övrigt så enkel att hissen lätt kan skötas av vem som helst och så är också fallet vid elektriska hissar i boningshus eller dylikt. Vid hissar i boningshus placeras manöverknappar även i trappavsatserna så att om man vill begagna sig av hissen behöver man endast trycka på knappen för att hissen skall komma och stanna i den trappavsats man befinner sig."
Hela området var upplyst med nymodigheten elektricitet och elkraften genererades av ett eget elverk.
Morsings och af Trolles huvudbyggnad från 1700-talet blev utställningens huvudrestaurang, och det var i anslutning till denna som den första filmvisningen i Sverige skedde under utställningen 1896.
Utställningen blev en föregångare till Allmänna konst- och industriutställningen i Stockholm 1897 samt även till Baltiska utställningen i Malmö 1914.

## Lanserade föremål
Vid utställningen lanserades många föremål och konstverk. Nedan följer ett urval.
- Glasservisen Odelberg från Kosta glasbruk som allmänt anses som Sveriges mest exklusiva genom tiderna.

## Efter utställningen
Gården från 1700-talet revs inför Baltiska utställningen vid Pildammsparken 1914, och därefter uppförde Sockerbolaget sitt kontor 1923. Resten av utställningsområdet revs relativt omgående för att ge plats för Slottsparken, stadsdelen Hästhagen, Sankt Petri skola och Malmö museum (nuvarande Stadsbiblioteket). På det tidigare utställningsområdet utlades även Regementsgatans sträckning väster om Villagatan (nuvarande Fersens väg).
Idag återstår endast den lilla fågeldammen i Slottsparken, delar av trädgårdsgångarna nedanför bron till Kungsparken samt en vaktkur från huvudentrén som idag står på lekplatsen i Slottsparken.